# Giovani Italiane

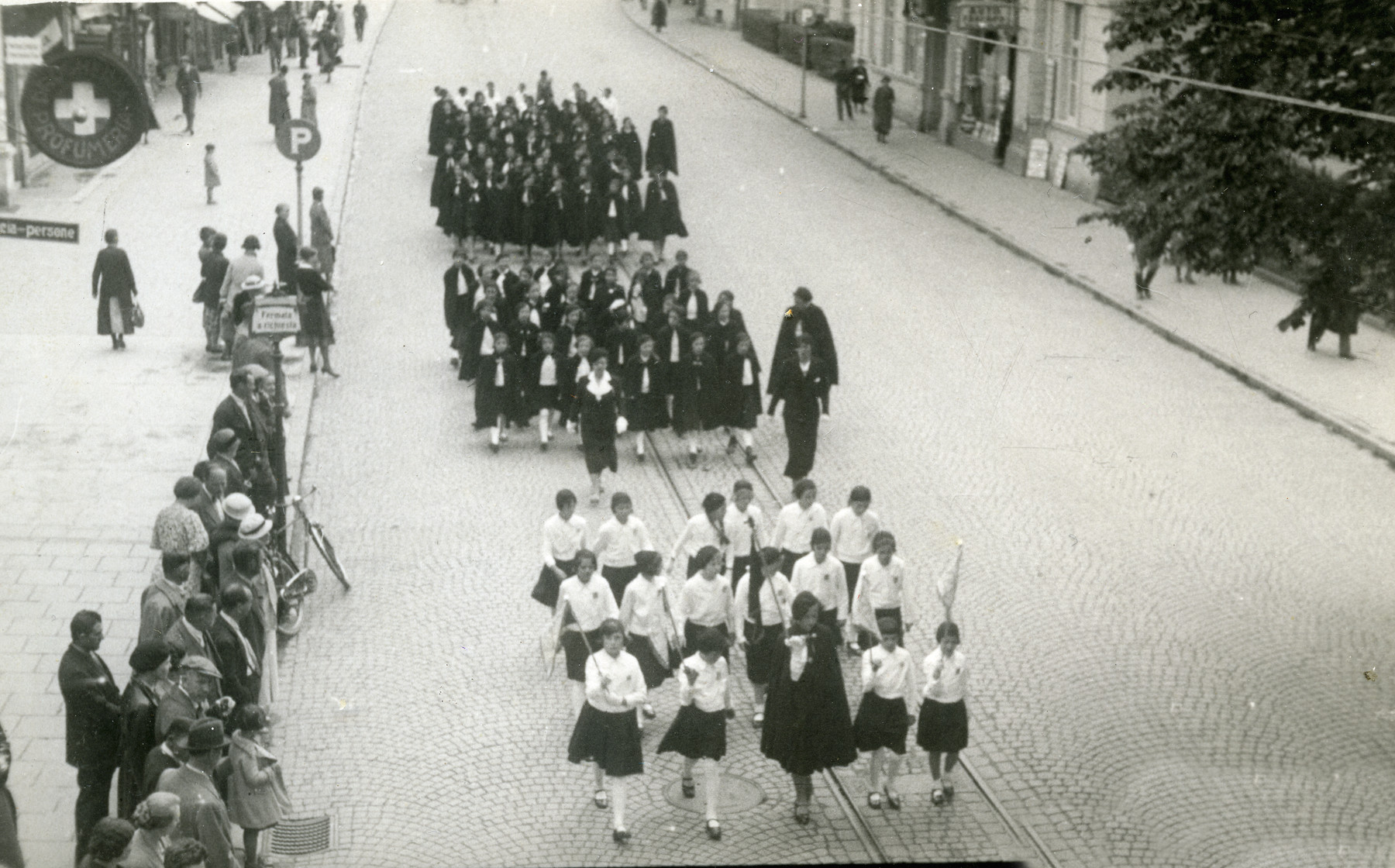
Giovani Italiane i Merano

Giovani Italiane var Nationella fascistpartiets (PNF) partiorganisation för flickor i åldern 14–18 år. Den motsvarade Avanguardista för pojkar. 
Flickor var först medlemmar i ungdomsorganisationerna Piccole Italiane (8–14 års ålder) och Giovani Italiane (14–18 års ålder), gick sedan vidare till Giovane Fasciste för båda könen (18-21 års ålder), och kunde slutligen bli medlemmar i Fasci Femminili (FF) för vuxna kvinnor från 21 års ålder. Samtliga dessa organisationer var underordnade FF. 
Flickor bar en uniform bestående av lång svart kjol, svart barett, och en vit blus med fascistmärket fastsydd och gradmärke på axeln.